# Władimir Suchomlinow
Władimir Aleksandrowicz Suchomlinow (ros. Владимир Александрович Сухомлинов; ur. 4 sierpnia?/16 sierpnia 1848 w Kownie, zm. 2 lutego 1926 w Berlinie) – rosyjski generał kawalerii, generał adiutant.

## Młodość
Ukończył I. Petersburski Korpus Kadetów i Nikołajewską Szkołę Kawalerii. Od 1867 był oficerem w pułku huzarów lejb gwardii. W 1874 ukończył Nikołajewską Akademię Sztabu Generalnego. Od 25 października 1874 był adiutantem w I Gwardyjskiej Dywizji Kawalerii, potem starszym oficerem do zadań specjalnych w sztabie 1 Korpusu Armijnego i dowódcą szwadronu w pułku kirasjerów.
W czasie wojny rosyjsko-tureckiej 1877-1878 był w dyspozycji naczelnego dowódcy działającej armii wielkiego księcia Mikołaja Mikołajewicza (starszego). Za działania wojenne został nagrodzony orderem świętego Jerzego IV stopnia i złotą bronią. Od 11 kwietnia 1878 był oficerem do zadań specjalnych w sztabie 1 Korpusu Armijnego. Od 6 maja 1878 - kierującym sprawami Mikołajewskiej Akademii Sztabu Generalnego. Od 25 listopada 1884 - dowódcą 2 Pawłogradzkiego Pułku Lejb-Huzarskiego.
Od 10 stycznia 1886 został wyznaczony komendantem Oficerskiej Szkoły Kawalerii, a od 16 kwietnia 1898 - dowódcą 10 Dywizji Kawalerii. Od 25 maja 1899 objął funkcję szefa sztabu i pomocnika dowódcy, a od 23 października 1904 do 2 grudnia 1908 był dowódcą Kijowskiego Okręgu Wojskowego i jednocześnie  generał-gubernatorem kijowskim. 6 grudnia 1908 został generałem kawalerii.
Od 2 lutego 1908 był szefem Sztabu Generalnego. 11 marca 1909 został ministrem wojny i jednocześnie od 6 grudnia 1911 - członkiem Rady Państwa. W 1912 został generałem adiutantem.

## Dalsze życie
Był faworytem cara Mikołaja II i carycy Aleksandry Fiodorowny. Ignorował Dumę (parlament rosyjski), czym powodował niezadowolenie posłów. Car popierał go w tych działaniach m.in. mówiąc: "Po co z nimi się pan kłóci – pan jest moim ministrem".
Walczył z przewodniczącym Rady Ministrów Władimirem Kokowcowem i Mikołajem Mikołajewiczem Romanowem (młodszym). Był skłócony z rządem, jednak w zaistniałej sytuacji car radził mu nie zwracać uwagi na to co o nim mówią. W czasie wojny, kiedy wiosną 1915, na froncie nastąpił brak pocisków artyleryjskich i innego uzbrojenia, stan się zmienił. Jako główny oskarżający wystąpił  wielki książę Mikołaj Mikołajewicz Romanow (młodszy) – naczelny dowódca Armii Rosyjskiej. 13 czerwca 1915 Suchomlinow został usunięty ze stanowiska ministra wojny, zachował tylko członkostwo w Radzie Państwa. 15 lipca 1915 pod wpływem opinii publicznej rozpoczęto śledztwo przeciwko niemu zarzucając zaniechanie, wykorzystywanie stanowiska służbowego, fałszerstwo i łapownictwo oraz zdradę państwa.
29 kwietnia 1916 aresztowany i osadzony w twierdzy Pietropawłowskiej w Piotrogrodzie. Mikołaj II próbował mu pomóc. 11 października 1916 został zwolniony z więzienia w twierdzy i osadzony w areszcie domowym. Po rewolucji lutowej 1917 i obaleniu caratu wznowiono śledztwo. Przedstawiono zarzuty zdrady, braku działania i korupcji. Obwiniono go także o nieprzygotowanie sił zbrojnych Rosji do wojny. Został uznany za winnego nieprzygotowania armii do wojny i 20 września skazany na dożywotnią katorgę, zamienioną na karę więzienia i pozbawienie wszystkich praw. Po amnestii w związku z ukończeniem 70 lat, 1 maja 1918 zwolniony z więzienia wyjechał do Finlandii, a potem do Niemiec.

## Odznaczenia
- Order św. Stanisława III klasy (1875), II klasy (1878), I klasy (1893)
- Order św. Włodzimierza IV klasy (1879), III klasy (1883), II klasy (1903)
- Order św. Anny II klasy (1879), I klasy (1896)
- Order Orła Białego (1905)
- Order Świętego Aleksandra Newskiego (1 stycznia 1910)
- Order Świętego Aleksandra III klasy (1884)
- Order Orła Czerwonego II klasy (20 stycznia 1890), I klasy (20 stycznia 1905)
- Krzyż Wielki Orderu Franciszka Józefa (22 maja 1891)
- Krzyż Wielki Orderu Świętego Leopolda (30 stycznia 1895)
- Krzyż Wielki Legii Honorowej (1912)
- Serbski Order Orła Białego I klasy (1914)